# Harder, Better, Faster, Browner
Harder, Better, Faster, Browner («Быстрее, выше, сильнее, чернее») — первая серия второго сезона американского мультсериала «Шоу Кливленда». Премьерный показ состоялся 26 сентября 2010 года на канале FOX.

## Сюжет
Кливленд вспоминает своё детство, когда он играл в баскетбол с парнем по имени Бэрри Обама. Донна сообщает Кливленду, что теперь он стал Президентом США. Эта новость вызывает у Кливленда депрессию, он задумывается: а кем он стал в этой жизни?
Вскоре Кливленд случайно сталкивается с Канье Уэстом, дочь которого, Кэндайс, учится там же, где и Ралло. Вскоре Кливленд узнаёт, что Уэст — вовсе не известный рэпер, как все уверены, а обыкновенный официант в рэп-ресторане. Под влиянием знакомства с Кливлендом Уэст распродаёт свою музыкальную аппаратуру и устраивается на работу в кабельную компанию к нему, и становится всё более похожим на него: усы, одежда… Донна недовольна тем, что Кливленд невольно изменил образ жизни Уэста, и тогда Кливленд выкупает обратно аппаратуру рэпера и вместе с ним записывает песню «Be-Cleve in Yourself». Поначалу она не имеет успеха, но вскоре становится популярной. После этого Канье Уэст отказывается от сотрудничества с Кливлендом.
Кливленд разочарованно рассказывает Донне о произошедшем, но внезапно у их дома приземляется вертолёт с Бараком Обамой на борту, который приглашает Кливленда сыграть в баскетбол, как в старые добрые времена.
Тем временем Ралло флиртует с дочерью Канье Уэста, Кэндайс.

## Создание
Автор сценария: Мэтт Мюррей
Режиссёр: Айан Грэхэм
Композитор: Уолтер Мёрфи
Приглашённые знаменитости: Канье Уэст (камео) и Кеке Палмер (в роли Брэнди)

## Интересные факты